# 암브로시나
암브로시나(ambrosina, 학명: Ambrosina bassii 암브로시나 바시이[*])는 천남성과 천남성아과의 단형 족인 암브로시나족(ambrosina族, 학명: Ambrosineae 암브로시네아이[*])에 속하는 단형 속인 암브로시나속(ambrosina屬, 학명: Ambrosina 암브로시나[*])의 유일한 종이다. 남유럽 및 북아프리카의 지중해 지역에 분포한다.